# Frankere
Frankerne dukker for første gang op i de skrevne kilder ved begyndelsen af vores tidsregning. Betegnelsen dækker sandsynligvis over et stammeforbund af flere germanske folk der boede på østsiden af Rhinen, dvs. uden for Romerrigets grænser. Det var grupper der ikke var knyttet til Romerriget og heller ikke til andre betydningsfulde folkeslag. Gregor af Tours beretter at frankerne først boede i Pannonien, og først senere slog sig ned ved bredderne af Rhinen. Det latinske navn francus (flertal: franci) betyder "fri" på de germanske sprog. Oprindelsen til ordet frank findes i et andet germansk ord, frekr (= "hårdfør", "tapper").
Deres rige undergik mange og gentagne delinger, for deres sønner arvede ejendom i lige store dele. Da de betragtede riget som kongens privatejendom, er det til tider meget besværligt at fastsætte præcise datoer, herskerlister og fysiske grænser for Frankerriget og dets mange delriger. Den betydelige mangel af skrivefærdighed på Frankerrigets tid gør kun problemet værre.
Et særkende for frankernes religion var dyrkelsen af en række åndevæsener efter keltisk mønster. Dyrkelsen af Odin stammer vist fra kelterne, og den skal have haft sit hovedsæde hos frankerne inden den nåede til longobarderne, angelsakserne og nordboerne. Indbyggerne i det oprindelige frankiske landskab, Tuenthe, dyrkede Mars Thingsus, der sædvanlig tydes som Tyr. Indskrifter hos frankerne nævner gudinden Hludana, der kendes hos nordmændene som Hlodyn. Hos de saliske frankere og kimbrerne findes dyrkelse af en gud i tyreham; fra ham afledte Merovingerætten sin herkomst.
Lex Salica, de saliske frankeres lovbog, er en af Europas ældste eksempler på germansk ret. Den er optegnet i 400-tallet, og de medfølgende frankiske retsgloser er vigtige ved ordenes ældgamle former. En rig heltedigtning udvikledes hos frankerne i Gallien. Derfra stammer sagnet om Hugdietrich, som overvinder den nordiske viking Hygelak, der kendes fra Beovulf-kvadet. Også sagnet om Nibelungerne har modtaget stærke tilskud fra frankerne.
Frankerne adskilte sig fra andre germanere på to vigtige måder.
1. De slap aldrig kontakten med deres oprindelige hjemsted, men udbredte sig over et større og større område.
2. De blev katolikker i modsætning til de fleste andre germanske stammer, der bekendte sig til den arianske retning af kristendommen. I Rom omtalte den katolske kirke frankernes rige som "Roms ældste søster". Tilsvarende kaldes nutidens Frankrig for "Kirkens ældste datter".